# Мухаммад Амин-хан (могулистанский хан)
Мухаммад Амин-хан (?—1694) — хан Могульского ханства (1682—1694). Сын Султана Саида Баба-хана.
После изгнания своего старшего брата Абд ар-Рашид-хана II Мухаммад Амин был отозван из Турфана и избран ханом на курултае кашгарских и яркендских беков. В 1692 году издан государственный приказ (ярлик) об изгнании Аппака Ходжи и его сына Яхьи Ходжи из своей страны.
Мухаммад Амин-хан пытался восстановить свою власть в качестве хана и искал внешней поддержки. Он дважды посылал дань цинскому правительству под именем хана Турфана, а в 1690 году отправил посольство к Могольскому двору в Индию. В следующем году он отправил посольство к бухарскому хану Субханкули с просьбой о помощи против «неверных кирхизов» (имеется в виду джунгар), которые «приобрели господство над страной».
В 1693-94 годах Мухаммед Амин-Хан возглавил поход против джунгар на Или, захватив более 30 000 ойратов в плен.
Хан был свергнут и убит во время восстания последователей Аппака Ходжи в 1694 году. Сын Афак Ходжи Яхья Ходжа занял трон, но правление белогорских ходжей продлилось всего два года. Аппак Ходжа и его сын были последовательно убиты во время местных восстаний.